# Silvana Pisa
Silvana Pisa (Castel San Pietro Terme, 28 gennaio 1944) è una politica italiana.

## Biografia
È nata a Castel San Pietro Terme (Bologna), ma vive da anni a Roma. Da giovane è attiva nei movimenti studenteschi, partecipando anche al Sessantotto. Partecipa fin dall'inizio al movimento delle donne. Ha due figlie.
Nel 2001 viene eletta deputata nelle liste proporzionali dei Democratici di Sinistra. Alle successive elezioni politiche del 2006 viene invece eletta senatrice della XV legislatura della Repubblica Italiana nella circoscrizione Lazio, sempre per i Democratici di Sinistra. Nel 2007 non confluisce nel PD, ma aderisce a Sinistra Democratica, con la quale nel 2009 contribuisce alla nascita di Sinistra Ecologia Libertà. Allo scioglimento di tale partito, dal 2017 fa parte di Sinistra Italiana.